# Eleições autárquicas portuguesas de 2005 no distrito de Viana do Castelo
| Eleições autárquicas portuguesas de 2005 Distritos: Aveiro \| Beja \| Braga \| Bragança \| Castelo Branco \| Coimbra \| Évora \| Faro \| Guarda \| Leiria \| Lisboa \| Portalegre \| Porto \| Santarém \| Setúbal \| Viana do Castelo \| Vila Real \| Viseu \| Açores \| Madeira |

## Resultados por Concelho
Os resultados nos Concelhos do Distrito de Viana do Castelo foram os seguintes:

### Arcos de Valdevez
| Partido                 | Partido                        | Votos  | %               | +/-  | Vereadores | +/-     |
| ----------------------- | ------------------------------ | ------ | --------------- | ---- | ---------- | ------- |
|                         | Partido Social Democrata       | 10 648 | 66,56 / 100,00  | 0,88 | 5 / 7      | Estável |
|                         | Partido Socialista             | 3 980  | 24,88 / 100,00  | 0,31 | 2 / 7      | Estável |
|                         | Partido Popular                | 383    | 2,39 / 100,00   | -    | 0 / 7      | -       |
|                         | Coligação Democrática Unitária | 337    | 2,11 / 100,00   | 2,03 | 0 / 7      | Estável |
| Votos Inválidos         | Votos Inválidos                | 650    | 4,06 / 100,00   | 0,21 |            |         |
| Total                   | Total                          | 15 998 | 100,00 / 100,00 |      | 7 / 7      |         |
| Eleitorado/Participação | Eleitorado/Participação        | 26 474 | 60,43 / 100,00  | 0,19 |            |         |

### Caminha
| Partido                 | Partido                        | Votos  | %               | +/-  | Vereadores | +/-     |
| ----------------------- | ------------------------------ | ------ | --------------- | ---- | ---------- | ------- |
|                         | Partido Social Democrata       | 5 648  | 50,40 / 100,00  | 3,68 | 4 / 7      | Estável |
|                         | Partido Socialista             | 4 695  | 41,89 / 100,00  | 2,67 | 3 / 7      | Estável |
|                         | Coligação Democrática Unitária | 332    | 2,96 / 100,00   | 6,57 | 0 / 7      | Estável |
|                         | Bloco de Esquerda              | 186    | 1,66 / 100,00   | 0,72 | 0 / 7      | Estável |
|                         | Partido Popular Monárquico     | 49     | 0,44 / 100,00   | -    | 0 / 7      | -       |
| Votos Inválidos         | Votos Inválidos                | 297    | 2,65 / 100,00   | 0,15 |            |         |
| Total                   | Total                          | 11 207 | 100,00 / 100,00 |      | 7 / 7      |         |
| Eleitorado/Participação | Eleitorado/Participação        | 15 300 | 73,25 / 100,00  | 1,31 |            |         |

### Melgaço
| Partido                 | Partido                        | Votos  | %               | +/-  | Vereadores | +/-     |
| ----------------------- | ------------------------------ | ------ | --------------- | ---- | ---------- | ------- |
|                         | Partido Socialista             | 3 618  | 64,64 / 100,00  | 6,65 | 5 / 7      | 1       |
|                         | Partido Social Democrata       | 1 582  | 28,27 / 100,00  | -    | 2 / 7      | -       |
|                         | Coligação Democrática Unitária | 137    | 2,45 / 100,00   | 0,22 | 0 / 7      | Estável |
| Votos Inválidos         | Votos Inválidos                | 260    | 4,64 / 100,00   | 0,42 |            |         |
| Total                   | Total                          | 5 597  | 100,00 / 100,00 |      | 7 / 7      |         |
| Eleitorado/Participação | Eleitorado/Participação        | 10 496 | 53,33 / 100,00  | 0,61 |            |         |

### Monção
| Partido                 | Partido                                   | Votos  | %               | +/-     | Vereadores | +/-     |
| ----------------------- | ----------------------------------------- | ------ | --------------- | ------- | ---------- | ------- |
|                         | Partido Socialista                        | 8 149  | 66,54 / 100,00  | 5,34    | 6 / 7      | Estável |
|                         | Partido Social Democrata                  | 2 233  | 18,23 / 100,00  | -       | 1 / 7      | -       |
|                         | Grupo Independente de Eleitores de Monção | 1 042  | 8,51 / 100,00   | Novo    | 0 / 7      | Novo    |
|                         | Coligação Democrática Unitária            | 249    | 2,03 / 100,00   | 0,92    | 0 / 7      | Estável |
| Votos Inválidos         | Votos Inválidos                           | 574    | 4,69 / 100,00   | 0,32    |            |         |
| Total                   | Total                                     | 12 247 | 100,00 / 100,00 |         | 7 / 7      |         |
| Eleitorado/Participação | Eleitorado/Participação                   | 20 461 | 59,86 / 100,00  | Estável |            |         |

### Paredes de Coura
| Partido                 | Partido                        | Votos | %               | +/-  | Vereadores | +/-     |
| ----------------------- | ------------------------------ | ----- | --------------- | ---- | ---------- | ------- |
|                         | Partido Socialista             | 3 316 | 51,29 / 100,00  | 1,83 | 3 / 5      | Estável |
|                         | Partido Social Democrata       | 2 691 | 41,62 / 100,00  | 1,46 | 2 / 5      | Estável |
|                         | Coligação Democrática Unitária | 217   | 3,36 / 100,00   | 0,05 | 0 / 5      | Estável |
| Votos Inválidos         | Votos Inválidos                | 241   | 3,73 / 100,00   | 0,42 |            |         |
| Total                   | Total                          | 6 465 | 100,00 / 100,00 |      | 5 / 5      |         |
| Eleitorado/Participação | Eleitorado/Participação        | 9 362 | 69,06 / 100,00  | 0,64 |            |         |

### Ponte da Barca
| Partido                 | Partido                        | Votos  | %               | +/-  | Vereadores | +/-     |
| ----------------------- | ------------------------------ | ------ | --------------- | ---- | ---------- | ------- |
|                         | Partido Socialista             | 4 585  | 51,26 / 100,00  | 8,83 | 4 / 7      | 1       |
|                         | Partido Social Democrata       | 3 904  | 43,65 / 100,00  | 4,83 | 3 / 7      | 1       |
|                         | Coligação Democrática Unitária | 177    | 1,98 / 100,00   | 0,53 | 0 / 7      | Estável |
| Votos Inválidos         | Votos Inválidos                | 278    | 3,11 / 100,00   | 0,80 |            |         |
| Total                   | Total                          | 8 944  | 100,00 / 100,00 |      | 7 / 7      |         |
| Eleitorado/Participação | Eleitorado/Participação        | 12 647 | 70,72 / 100,00  | 2,18 |            |         |

### Ponte de Lima
| Partido                 | Partido                        | Votos  | %               | +/-  | Vereadores | +/-     |
| ----------------------- | ------------------------------ | ------ | --------------- | ---- | ---------- | ------- |
|                         | Partido Popular                | 16 529 | 57,62 / 100,00  | -    | 5 / 7      | -       |
|                         | Partido Social Democrata       | 6 077  | 21,18 / 100,00  | 2,42 | 1 / 7      | 1       |
|                         | Partido Socialista             | 4 282  | 14,93 / 100,00  | 3,31 | 1 / 7      | Estável |
|                         | Coligação Democrática Unitária | 798    | 2,78 / 100,00   | 1,29 | 0 / 7      | Estável |
| Votos Inválidos         | Votos Inválidos                | 1 001  | 3,49 / 100,00   | 0,15 |            |         |
| Total                   | Total                          | 28 687 | 100,00 / 100,00 |      | 7 / 7      |         |
| Eleitorado/Participação | Eleitorado/Participação        | 39 399 | 72,81 / 100,00  | 1,12 |            |         |

### Valença
| Partido                 | Partido                        | Votos  | %               | +/-  | Vereadores | +/-     |
| ----------------------- | ------------------------------ | ------ | --------------- | ---- | ---------- | ------- |
|                         | Partido Socialista             | 4 566  | 52,51 / 100,00  | 8,92 | 4 / 7      | Estável |
|                         | Partido Social Democrata       | 3 487  | 40,10 / 100,00  | -    | 3 / 7      | -       |
|                         | Coligação Democrática Unitária | 303    | 3,48 / 100,00   | 1,37 | 0 / 7      | Estável |
| Votos Inválidos         | Votos Inválidos                | 340    | 3,91 / 100,00   | 0,65 |            |         |
| Total                   | Total                          | 8 696  | 100,00 / 100,00 |      | 7 / 7      |         |
| Eleitorado/Participação | Eleitorado/Participação        | 13 078 | 66,49 / 100,00  | 2,17 |            |         |

### Viana do Castelo
| Partido                 | Partido                         | Votos  | %               | +/-  | Vereadores | +/-     |
| ----------------------- | ------------------------------- | ------ | --------------- | ---- | ---------- | ------- |
|                         | Partido Socialista              | 25 207 | 48,99 / 100,00  | 2,19 | 6 / 9      | 1       |
|                         | Partido Social Democrata        | 15 961 | 31,02 / 100,00  | -    | 3 / 9      | -       |
|                         | Coligação Democrática Unitária  | 2 807  | 5,46 / 100,00   | 4,34 | 0 / 9      | 1       |
|                         | Partido Popular                 | 2 371  | 4,61 / 100,00   | -    | 0 / 9      | -       |
|                         | Bloco de Esquerda               | 1 618  | 3,14 / 100,00   | 2,12 | 0 / 9      | Estável |
|                         | Viana, Capital e Nosso Concelho | 1 409  | 2,74 / 100,00   | Novo | 0 / 9      | Novo    |
| Votos Inválidos         | Votos Inválidos                 | 2 076  | 4,03 / 100,00   | 0,64 |            |         |
| Total                   | Total                           | 51 449 | 100,00 / 100,00 |      | 9 / 9      |         |
| Eleitorado/Participação | Eleitorado/Participação         | 79 292 | 64,89 / 100,00  | 0,69 |            |         |

### Vila Nova de Cerveira
| Partido                 | Partido                        | Votos | %               | +/-  | Vereadores | +/-     |
| ----------------------- | ------------------------------ | ----- | --------------- | ---- | ---------- | ------- |
|                         | Partido Socialista             | 3 724 | 61,35 / 100,00  | 2,05 | 3 / 5      | 1       |
|                         | Partido Social Democrata       | 2 051 | 33,79 / 100,00  | -    | 2 / 5      | -       |
|                         | Coligação Democrática Unitária | 95    | 1,57 / 100,00   | 0,50 | 0 / 5      | Estável |
| Votos Inválidos         | Votos Inválidos                | 200   | 3,30 / 100,00   | 0,05 |            |         |
| Total                   | Total                          | 6 070 | 100,00 / 100,00 |      | 5 / 5      |         |
| Eleitorado/Participação | Eleitorado/Participação        | 8 303 | 73,11 / 100,00  | 2,59 |            |         |